# آنریل انجین
آنریِل اِنجین (به انگلیسی: Unreal Engine) یک موتور بازی گرافیک رایانه‌ای سه‌بعدی است که توسط اپیک گیمز توسعه یافته و اولین بار در سال ۱۹۹۸ در بازی آنریل که یک بازی تیراندازی اول شخص بود، به نمایش گذاشته شد. این موتور بازی در ابتدا برای ساخت بازی‌های تیراندازی اول شخص رایانه‌های شخصی ساخته شد، اما پس از آن در ژانرهای مختلفی از بازی‌ها مورد استفاده قرار گرفت و توسط صنایع دیگر، به ویژه صنعت فیلم و تلویزیون، مورد استفاده قرار گرفت. آنریل انجین که به زبان ++C نوشته شده‌است، دارای درجه بالایی از قابلیت حمل بوده و از طیف گسترده‌ای از پلتفرم‌های دسکتاپ، موبایل، کنسول و واقعیت مجازی پشتیبانی می‌کند.
آخرین نسل این موتور بازی سازی با عنوان آنریل انجین ۵، در آوریل ۲۰۲۲ روانه بازار شد. کد منبع این موتوربازی سازی پس از ثبت حساب در گیت‌هاب در دسترس است و استفاده تجاری براساس مدل حق امتیاز اعطا می‌شود. اپیک گیمز تا زمانی که توسعه‌دهندگان یک میلیون دلار درآمد کسب کنند، از حاشیه حق امتیاز خود برای بازی‌ها چشم‌پوشی می‌کند و در صورت انتشار در فروشگاه اپیک گیمز، این هزینه لغو می‌شود.

## تاریخچه

### نسل اول
اولین نسل از موتور آنریل توسط تیم سوئینی، بنیانگذار اپیک گیمز ساخته شد. سوینی پس از ایجاد ابزارهای ویرایشی برای بازی‌های اشتراک‌افزاری خود ZZT وJill of the Jungle, در سال ۱۹۹۵ شروع به نوشتن موتوری برای تولید بازی کرد که بعداً به یک بازی تیراندازی اول شخص معروف به آنریل تبدیل شد. این موتور پس از سال‌ها توسعه، با انتشار بازی در سال ۱۹۹۸ شروع به کار کرد، اگرچه میکروپروس و لجند انترتینمنت خیلی زودتر به این فناوری دسترسی داشتند و در سال ۱۹۹۶ مجوز آن را دریافت کرده بودند. طبق مصاحبه‌ای، سوئینی ۹۰٪ کدهای موتور را از جمله گرافیک، ابزار و شبکه نوشته‌است.
در ابتدا، موتور کاملاً به رندر نرم‌افزاری متکی بود، به این معنی که محاسبات گرافیکی توسط سی‌پی‌یو انجام می‌شد. با این حال، با گذشت زمان، توانست از قابلیت‌های ارائه شده توسط کارت‌های گرافیک اختصاصی، با تمرکز بر Glide API، که مخصوص شتاب‌دهنده‌های ۳دی‌اف‌اکس طراحی شده‌است، بهره ببرد. با اینکه در آن زمان اوپن‌جی‌ال و دایرکت‌تری‌دی پشتیبانی می‌شدند، آنها به دلیل نقص در مدیریت تکسچر در آن زمان، عملکرد کندتری نسبت به Glide ارائه می‌دادند. سوینی به شدت از کیفیت درایورهای OpenGL برای سخت‌افزارهای معمولی انتقاد کرد و آن‌ها را به‌عنوان «بسیار مشکل‌ساز، باگ دار، و آزمایش‌نشده» توصیف کرد و کد موجود در پیاده‌سازی را در مقابل پشتیبانی ساده‌تر و تمیزتر Direct3D به عنوان «ترسناک» نامید. در رابطه با صدا، اپیک از Galaxy Sound System استفاده می‌کرد، نرم‌افزاری که به زبان اسمبلی ایجاد شده بود و فناوری‌های EAX و Aureal را ادغام می‌کرد و اجازه استفاده از موسیقی MOD را می‌داد که به طراحان مرحله، انعطاف‌پذیری در نحوه پخش موسیقی متن بازی در یک نقطه خاص از نقشه‌ها را می‌داد. استیو پولج، نویسنده پلاگین Reaper Bots برای Quake، سیستم هوش مصنوعی را بر اساس دانشی که در شرکت قبلی خود یعنی IBM در طراحی پروتکل‌های روتر به دست آورده بود، نوشت. به گفته سوینی، سخت‌ترین بخش موتور برای برنامه‌نویسی، رندر کننده بود، زیرا او مجبور شد الگوریتم اصلی آن را چندین بار در طول توسعه بازنویسی کند. علیرغم اینکه نیاز به تلاش شخصی قابل توجهی داشت، او موتور را پروژه مورد علاقه اش در اپیک دانست و افزود: «نوشتن اولین موتور آنریل یک تور ۳٫۵ ساله و گسترده از صدها موضوع منحصر به فرد در نرم‌افزار بود و فوق‌العاده روشنگر بود.»
از جمله ویژگی‌های آن می‌توان به تشخیص برخورد، نورپردازی رنگی و نوع محدودی از فیلترینگ تکسچر اشاره کرد. این موتور همچنین یک ویرایشگر مرحله به نام UnrealEd را در موتور ادغام کرد، که در اوایل سال ۱۹۹۶ از عملیات هندسه جامد سازنده بی‌درنگ پشتیبانی می‌کرد و به نقشه‌سازان اجازه می‌داد طرح‌بندی مرحله را در لحظه تغییر دهند. با وجود اینکه آنریل برای رقابت با اید سافت‌ویر (سازنده بازی‌های دووم و لرزش) طراحی شده بود، یکی از بنیانگذاران آن به نام جان کارمک، این بازی را به دلیل استفاده از رنگ‌های ۱۶ بیتی تحسین کرد و به اجرای جلوه‌های بصری مانند مه حجمی اشاره کرد.
آنریل به خاطر نوآوری‌های گرافیکی‌اش مورد توجه قرار گرفت، اما سوینی در مصاحبه‌ای با یوروگیمر در سال ۱۹۹۹ تشخیص داد که بسیاری از جنبه‌های بازی پیرایش نشده‌اند و به شکایت‌های گیمرها در مورد سیستم‌های قوی مورد نیاز و مشکلات گیم‌پلی آنلاین اشاره کرد. اپیک در طول توسعه بازی آنریل تورنومنت با افزودن چندین پیشرفت در موتور که برای بهینه‌سازی عملکرد در سیستم‌های رده پایین و بهبود کد شبکه طراحی شده بود، به رفع این مشکلات پرداخت و در عین حال هوش مصنوعی ربات‌ها را برای نمایش هماهنگی در محیط‌های مبتنی بر تیم اصلاح کرد. این بازی همچنین با پشتیبانی از الگوریتم فشرده سازی S3TC ارائه شد که کیفیت تصویر را افزایش می‌داد و امکان استفاده از تکسچرهای وضوح بالا ۲۴-بیتی را بدون کاهش عملکرد فراهم می‌کرد.

### آنریل انجین ۵
آنریل انجین ۵ در ۱۳ مه ۲۰۲۰ معرفی شد و از تمامی سیستم‌های موجود از جمله کنسول‌های نسل بعدی پلی‌استیشن ۵ و ایکس‌باکس سری اکس/اس پشتیبانی می‌کند. کار روی موتور حدود دو سال قبل از معرفی آن آغاز شد. این موتور در تاریخ ۲۶ مه ۲۰۲۱ در دسترسی اولیه قرار گرفته و در ۵ آوریل ۲۰۲۲ به‌طور رسمی برای توسعه دهندگان عرضه شد.
یکی از ویژگی‌های اصلی آن Nanite است، موتوری که اجازه می‌دهد تا مواد با منبع عکاسی با جزئیات بالا به بازی فراخوانی شود. فناوری هندسه مجازی‌سازی Nanite به Epic اجازه می‌دهد تا از مزایای خرید قبلی خود از Quixel، بزرگ‌ترین کتابخانه فتوگرامتری جهان در سال ۲۰۱۹ استفاده کند. هدف آنریل انجین ۵ این بود که ساختن دنیای بازی‌های دقیق را تا حد امکان برای توسعه دهندگان بدون نیاز به صرف زمان زیاد برای ایجاد دارایی‌های دقیق جدید آسان کند. Nanite می‌تواند تقریباً هرگونه نمایش سه بعدیِ از قبل موجود دیگر، از اشیا و محیط‌ها را وارد کند، از جمله مدل‌های زیبراش و CAD، که امکان استفاده از دارایی‌های با کیفیت فیلم را فراهم می‌کند. Nanite به‌طور خودکار سطوح جزئیات (LOD) این اشیاء وارد شده را متناسب با سکوی هدف و فاصله، ترسیم می‌کند، کاری که قبلاً یک هنرمند باید انجام می‌داد.
Lumen دیگر جز اصلی است که به عنوان «راه حل روشنایی جهانی کاملاً پویا که بلافاصله به تغییرات صحنه و نور واکنش نشان می‌دهد» توصیف می‌شود. Lumen نیاز هنرمندان و توسعه‌دهندگان را برای ایجاد یک Lightmap برای یک صحنه معین از بین می‌برد، و در عوض بازتاب‌های نور و سایه‌ها را در لحظه محاسبه می‌کند، و به این طریق امکان رفتار بلادرنگ منابع نور را فراهم می‌کند.
Virtual Shadow Map مؤلفه دیگری است که در آنریل انجین ۵ اضافه شده‌است که به عنوان «روش جدید نگاشت سایه که برای ارائه سایه‌زنی ثابت و با وضوح بالا استفاده می‌شود که با دارایی‌های با کیفیت فیلم و جهان‌های باز بزرگ و روشنایی پویا کار می‌کند». Virtual Shadow Map با shadow map رایج متفاوت است و این تفاوت در وضوح بسیار بالای آن، سایه‌های دقیق‌تر و عدم پرش سایه‌ها به داخل و خارج می‌باشد.
سایر مولفه‌های جدید موتور شامل Niagara برای دینامیک سیالات و ذرات و Chaos برای موتور فیزیک است.

## بازار
با آنریل انجین ۴، اپیک گیمز بازار آنریل انجین را در سپتامبر ۲۰۱۴ افتتاح کرد. بازار یک فروشگاه دیجیتالی است که به سازندگان و توسعه دهندگان محتوا اجازه می‌دهد دارایی‌های هنری، مدل‌ها، صداها، محیط‌ها، قطعه‌های کد و سایر ویژگی‌هایی را که دیگران می‌توانند خریداری کنند، ارائه دهند.
با آموزش و راهنماهای دیگر
برخی از محتواها به صورت رایگان توسط اپیک گیمز ارائه شده‌است، از جمله دارایی‌های آنریل و آموزش‌هایی که قبلاً ارائه شده بود. قبل از جولای ۲۰۱۸، اپیک گیمز سهم ۳۰ درصدی از فروش را به خود اختصاص داد، اما به دلیل موفقیت آنریل و فورتنایت بتل رویال، اپیک به‌طور ماسبق میزان فروش خود را به ۱۲ درصد کاهش داد.